# Ulica Jana Kilińskiego w Łodzi
Ulica Jana Kilińskiego w Łodzi – ulica o długości około 6 kilometrów, biegnąca południkowo od skrzyżowania ul. Północnej z ul. Franciszkańską (Stare Miasto) do ul. Śląskiej (Chojny).

## Historia ulicy
Regulację ulicy przeprowadzono w latach 1824–1828 podczas tworzenia osady przemysłowej, przeznaczonej pod osiedlenie tkaczy lnu i bawełny, którą nazwano Łódka.
Ulica początkowo nosiła nazwę Widzewska. Około roku 1920 patronem ulicy stał się płk. Jan Kiliński. Ulica Jana Kilińskiego zyskała na prestiżu w drugiej połowie XIX stulecia. Przy niej kończył bieg pociąg z Koluszek (od 1865), który przywoził bawełnę, a wywoził tkaniny na teren imperium Rosyjskiego.
W pobliżu stanęła cerkiew św. Aleksandra Newskiego. Przy ul. Tuwima wzniesiono gmach Poczty Głównej (1903), a przy ul. Narutowicza ekskluzywny wówczas hotel Polonia. Naprzeciw dworca kolejowego powstał w okresie międzywojennym Dom Pomnik Józefa Piłsudskiego (dziś Łódzki Dom Kultury).
W czasie II wojny światowej zmieniono nazwę ulicy na Buschlinie. Po wyzwoleniu Łodzi powrócono do nazwy ulicy sprzed okupacji niemieckiej.

### Tramwaje
Wytyczono dwie linie tramwajowe, łączące Dworzec Kolei Fabryczno-Łódzkiej z cmentarzem przy ulicy Ogrodowej i z placem Kościelnym. Funkcję pierwszej zajezdni pełniła remiza tramwajowa usytuowana przy ulicy Tramwajowej. Przez długi czas była to jedyna zajezdnia dla tramwajów miejskich w Łodzi. W 1928 roku wybudowano drugą zajezdnię przy zbiegu ulic Dąbrowskiej (obecnie Dąbrowskiego) i Kilińskiego. Jej otwarcie nastąpiło 20 czerwca 1928 roku. Obie zajezdnie nie pełnią już swoich funkcji.

## Obiekty (w tym zabytki)
Przy ul. Kilińskiego znajdują się m.in. kolejno:
- ul. Kilińskiego 2 – pałac Roberta Biedermanna, 1878–1879, nr rej. A/96 z 20.01.1971; obecnie siedziba spółki „Atlas”
- ul. Kilińskiego 24 – Zbór Kościoła Zielonoświątkowego „Immanuel”
- Kamienica Pinkusa Brzezińskiego, Kilińskiego 49, nr rej. A/142 z 20.06.2013[6]
- Hotel Polonia Palast, Kilińskiego/Narutowicza 38, 1910–1912, nr rej. A/352 z 31.03.1994
- Park im. Stanisława Moniuszki
- Sobór prawosławny pw. św. Aleksandra Newskiego, ul. Kilińskiego 54, 1880–1884, nr rej. A/117 z 20.01.1971
- Park im. Henryka Sienkiewicza, Sienkiewicza-Kilińskiego, 1894–1897, nr rej. A/302 z 6.12.1984
- ul. Kilińskiego 82/Tuwima 21 – kamienica czynszowa Mojżesza Szmula Bronowskiego, 1938, 1942, nr rej. A/39 z 17.07.2007
- budynki Muzeum Przyrodniczego Uniwersytetu Łódzkiego, ul. Kilińskiego 101, nr rej. A/34 29.03.2007:
  - budynek Dyrekcji Plantacji Miejskich, obecnie główny muzeum, koniec XIX w., 1924
  - dom mieszkalny, obecnie pomocniczy muzeum, po 1860
- ul. Kilińskiego 152 – dawna siedziba policji kryminalnej; obecnie budynek Prokuratury Okręgowej
- Park im. Jana Kilińskiego
- Skwer im. Władysława Strzemińskiego
- ul. Kilińskiego 222 – Fabryka Adama Ossera, 1903, nr rej. A/70 z 19.12.2008
- ul. Kilińskiego 228 – Kościół Matki Boskiej Fatimskiej
- ul. Kilińskiego 245 – Zajezdnia tramwajowa, 1928–1929, nr rej. A/88 z 29.01.2010
  - budynek administracyjno-biurowy
  - hala główna postojowa

### Dawne synagogi
- Synagoga Szlamy Epsztejna
- Synagoga Hersza Szpejberga i Jakuba Zaksa
- Synagoga Iczego Walda
- Synagoga Hersza Sznejberga
- Synagoga Mendela Wieruszewskiego
- Synagoga Chaima Birnbauma
- Synagoga Lejzera Grosmana
- Synagoga Fajwela Fajlłowicza

## Komunikacja miejska

### Autobusy dzienne
- 53A, 53B, 53C, 53D, 53E (na odcinku Narutowicza – al. Rodziny Poznańskich, w kierunku dworca Łódź Fabryczna)
- 57 (na odcinku al. Rodziny Poznańskich – Narutowicza, w kierunku osiedla Piastów-Kurak)
- 75A, 75B (na odcinku Broniewskiego – Śląska, w kierunku dworca Łódź Widzew)
- 77 (na odcinkach Wigury – Fabryczna, w kierunku dworca Łódź Fabryczna, i Fabryczna – Abramowskiego, w kierunku Starego Rokicia)
- 86A, 86B (na odcinku al. Rodziny Poznańskich – Narutowicza, w kierunku Retkini)

### Autobusy nocne
- N3A, N3B (na odcinku Wigury – Broniewskiego)

### Tramwaje
- 1 (na odcinku Północna – Tymienieckiego)
- 5 (na odcinku Północna – al. Rodziny Poznańskich)
- 9 (na odcinku Narutowicza – al. Rodziny Poznańskich, tylko w kierunku pętli Olechów)
- 12 (na odcinku al. Rodziny Poznańskich – al. marsz. Józefa Piłsudskiego)
- 18 (na odcinku al. Rodziny Poznańskich – al. marsz. Józefa Piłsudskiego)